# Boleslav 1. af Bøhmen
Boleslav 1., også kaldet Boleslav den Grusomme (tjekkisk: Boleslav Ukrutný), (født ca. 915; død 967 eller 972) var fyrste af Bøhmen fra 935 til sin død. Han tilhørte dynastiet Přemysliderne og var søn af Vratislav 1. af Bøhmen og Drahomíra.